# リゼ・ヘルエスタ
リゼ・ヘルエスタ（Lize Helesta）は、ANYCOLOR株式会社が運営するにじさんじに所属するバーチャルライバーである。キャラクターデザインは藤ちょこ。愛称は主にリゼ様や皇女など。

## 来歴
2019年3月22日に活動を開始した。尚、YouTubeでの初配信は翌日の2019年3月23日である。コンピューターRPGなどのゲーム配信を中心に活動している。
2020年4月から2021年6月まで、同じくにじさんじ所属の鈴原るると共にラジオ『にじさんじpresents リゼるるListen』でパーソナリティーを務めた。
2022年8月に開催された「にじさんじ甲子園2022」にて王立ヘルエスタ高校を率いて優勝した。
2023年8月に毎日にじさんじ公式チャンネルから配信された『にじヌ→ン』では月、水、金のMCを務めた。

## 人物
ヘルエスタ王国の第二皇女であり、社会勉強の一環として配信等の活動を行う。
公式紹介文では「文武両道学園主席、真面目で誰にでも優しくかなりの人望がある。 王位継承の資格者として日々鍛錬や人とのコミュニケーションを大事にしている」とされている。
ゲームに対する高いスキルと考察力・理解力を持っており、『龍が如く』シリーズや『ポケットモンスター』シリーズといったアクションゲームやロールプレイングゲームを得意とし数多くプレイしている。特に『MOTHER3』のゲーム配信を行った際にTwitterのトレンドに「MOTHER3」が現れ、『MOTHER3』の制作に参加していた糸井重里はトレンド入りをきっかけに当該配信を視聴し、ゲーム配信者としての能力を高く評価している。後に糸井とは対談するまでに至っている。また芯の細い独特の声質を活かして音楽活動も行っており、他曲のカバーである『Hand in Hand』を始め、『ハッピーエンドをはじめから』などの自身のオリジナル楽曲も持っている。
リゼ本人は自他共に認める「陰キャ」「コミュ障」であり、番組の収録で後輩の魔使マオと目を合わせることができずに挨拶で済ませてしまったり、本人もアスファルトを見ると落ち着くため、緊張した際や気分が落ち込んでいる際に眺めると答えている。しかし実際はボケに徹するライバーにツッコミを入れたり、他メンバーを統率する高いトークスキルを持っており、公式番組やラジオなどで進行役・MCを務めることも多い。
同日にデビューしたアンジュ・カトリーナとはデビュー以前から約10年の親交があり、2019年7月に行った企画「#リゼアンWeek」など、コラボ配信も行う間柄。また、同じく同日デビューの戌亥とこも含めた3人でのユニット「さんばか」でのコラボも行う。2020年3月からは、さんばかをモチーフとしたにじさんじ公式コミカライズ『さんばか〜にばる』が連載されている。
常に新たなことに挑戦しているという点で、憧れの存在ににじさんじの先輩である月ノ美兎の名前を挙げており、番組で共演した際にその旨を直接伝えた。
2022年1月18日放送のラジオ番組『上田麗奈のひみつばこ』に出演し、上田麗奈と交友関係を持つ。

## 出演

### テレビ出演
- 年またぎにじさんじ! 2020-2021 〜島﨑信長とレバガチャダイパン!?SP〜（2020年12月31日 - 2021年1月1日、TOKYO MX1[19]）
- 超人女子戦士ガリベンガーV
- プロジェクトV（2021年10月29日、日本テレビ）[20]

### ゲーム
- ヴァルキリーコネクト（2020年、本人役[21]）

### ラジオ
- にじさんじpresentsだいたいにじさんじのらじお（2019年10月20日・2022年1月23日・30日・3月13日・20日、超!A&G+）[1][6][22][23]
- リゼるるLink（『だいたいにじさんじのらじお』内フロート番組、2020年4月5日 - 2021年3月28日、超!A&G+）[24]
- にじさんじpresents リゼるるListen（2020年4月5日 - 2021年6月27日、文化放送 → 超!A&G+）[1][25]

### Web配信番組
- 集貝はなとリゼ・ヘルエスタの「皇女にタメでもいいですか!?」（2020年 - 、ニコニコ生放送※）[26]
- にじヌ→ン（2021年8月16日 - 27日[27]・12月27日 - 2022年1月7日[28]・2022年8月15日 - 25日[29]、にじさんじ公式YouTubeチャンネル※ 曜日MC）

### ライブイベント
- にじさんじ JAPAN TOUR 2020 Shout in the Rainbow! 東京公演（2020年3月5日予定 公演中止）
- Inui Toko 1st Solo Live “who i am”（2020年12月10日 KT Zepp Yokohama ゲスト出演）[30]
- にじさんじ JAPAN TOUR 2020 Shout in the Rainbow!東京リベンジ公演（2021年2月27日 東京ビッグサイト）[31]
- 「月ノ美兎は箱の中」イベント直前突撃リポート（2021年11月16日 ニコニコ生放送 MC）[32]
- さんばか 3rd Anniversary LIVE みつぼしパレード（2022年3月26日 YouTubeLive）[33]
- にじさんじ 5th Anniversary LIVE 「SYMPHONIA」Day2（2023年12月24日 東京ビッグサイト）[34]
- ラ王presents リゼ・ヘルエスタソロライブ 王道激アツカーニバル（2024年1月27日 日清食品 POWER STATION [REBOOT]）[35]
- さんばか 5th Anniversary LIVE 3!参!SUN!（2024年6月15日 品川プリンスホテルステラボール〈延期〉→2024年12月6日 武蔵野の森総合スポーツプラザ メインアリーナ）[36][37]
- にじさんじ WORLD TOUR 2025 Singin’ in the Rainbow! 仙台公演（2025年5月10日予定 仙台サンプラザホール）[38]

## タイアップ・コラボレーション
- DMMスクラッチ - にじさんじ スクラッチ[39]
- VtuberLand2019 にじさんじWEEK（よみうりランドとにじさんじのコラボレーション）[40]

## ディスコグラフィ

### 参加作品
| 発売日         | 商品名                                                | 歌                                                                               | 楽曲                                          | 備考 |
| -------------- | ----------------------------------------------------- | -------------------------------------------------------------------------------- | --------------------------------------------- | --- |
| 2020年3月18日  | SMASH The PAINT!!                                     | アンジュ・カトリーナ、戌亥とこ、リゼ・ヘルエスタ                                 | 「3倍!Sun Shine!カーニバル!」                 | |
| 2020年10月28日 | Prismatic Colors                                      | リゼ・ヘルエスタ                                                                 | 「Hand in Hand」                              | |
| 2020年10月28日 | Prismatic Colors にじさんじオフィシャルショップ特典CD | 葉加瀬冬雪、星川サラ、リゼ・ヘルエスタ                                           | 「ぼなぺてぃーと♡S」                          | |
| 2021年2月25日  | PALETTE 001 - Wonder NeverLand                        | ジョー・力一、健屋花那、鈴原るる、不破湊、メリッサ・キンレンカ、リゼ・ヘルエスタ | 「Wonder NeverLand」                          | 「にじさんじ」3周年記念楽曲 |
| 2021年3月14日  | 「リゼるるLink」テーマソング／LINK・LINK              | リゼ・ヘルエスタ・鈴原るる                                                       | 「LINK・LINK」 「あと1秒で」 「愛がなくちゃ」 | 「LINK・LINK」：「リゼるるLink」テーマソング 「あと1秒で」：『リゼるるLisnten』エンディング曲 「愛がなくちゃ」：『リゼるるLisnten』オープニング曲 |